# 三浦謹之助

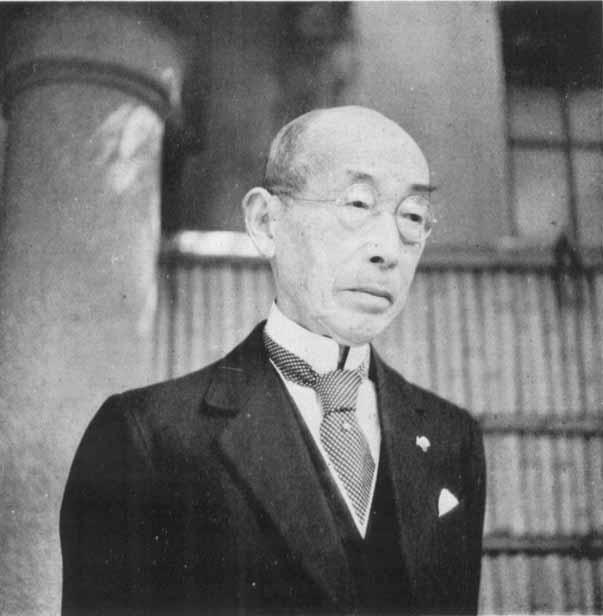

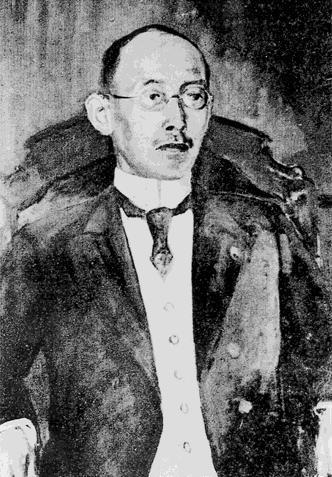
東京大学内科講堂の三浦謹之助肖像（黒田清輝画）

三浦 謹之助（みうら きんのすけ、1864年4月26日（元治元年3月21日） - 1950年（昭和25年）10月11日）は、日本の医学者（内科学）。東京帝国大学名誉教授。外人教師依存から独立した日本人による内科学を確立した。仏医学を日本に紹介した。神経学を主に、生化学、寄生虫学、脚気など多彩な研究を行った。日本神経学会（1903年）、日本内科学会（1904年）の創立に寄与した。1906年学士院会員、1949年文化勲章。

## 人物・経歴
陸奥国伊達郡高成田村（現・福島県伊達市）生まれ。1877年に上京外国語学校ドイツ語科を経て、1878年東京帝国大学医科大学予科入学。1883年本科に進学。1887年に東京大学医学部本科を卒業し、エルヴィン・フォン・ベルツの助手となる。
1890年からドイツ及びパリに自費留学。1892年に帰国し、東京帝国大学講師や助教授を務めた。
31歳となった1895年から定年の1924年まで初代教授佐々木政吉の後任として、東京帝国大学医学部医学科第一内科学講座第二代教授を務めた。後任の教授は島薗順次郎。定年退官後は同愛記念病院院長を務めた。
東北地方に流行する首下がり病を調査研究。また、回虫卵に受精卵と未受精卵の別のあることを確認。宮内省御用掛を勤め、大正天皇の診断を行った。1949年、文化勲章受章。
1950年10月11日、往診に出掛けようと神田駿河台の自宅を出たところで脳卒中で倒れ、病院に運び込まれたものの回復しないままにて死去。墓所は谷中霊園。
著書に、『三浦内科学纂録』（南江堂、1912年）、『三浦診断学』（克誠堂書店、1931年）などがある。

## 家族
- 父・三浦道生 ‐ 陸奥国伊達郡高成田村 (現・福島県保原町高成田) で開業していた眼科医[2]
- 妻・教子 ‐ 三宅秀の長女。
- 次男・三浦義彰（1915-2010) ‐ 千葉大学名誉教授。東京帝国大学医学部卒業後、東京大学医学部助教授を経て、千葉大学医学部生化学教授を1960年〜1981年まで務めた。岳父に伯爵平田栄二。[2]
- 孫・三浦謹一郎 ‐ 長男・紀彦（三菱銀行員）の子。[2][3]
- 孫・三浦恭定 ‐ 長男の子。自治医大名誉教授。岳父に藤岡通夫。[2]
- 養兄・三浦省軒(1849-1919) ‐ 福島の佐久間常右衛門の長男・良庵として生まれ[4]、文久3年(1862)に道生の養子となったが、68歳の道生に謹之助が生まれたため、良庵は道生の弟で福島藩の藩医だった三浦良達の養子に入って省軒（せいけん）と改名、江戸に出て医術を磨いた。明治28年から宮内省の侍医を勤めた[5]。大正8年11月23日に死去。伊達市立富成小学校（現在は廃校）の卒業アルバムには、謹之助と省軒、2人の兄弟の写真が1ページ目に掲載されていた[6]。相婿に渡辺勝三郎[7]。

## 謹之助ゆかりの人々

### 診察した人・見舞った人
- 明治天皇、大正天皇、貞明皇后、昭和天皇、山縣有朋、西園寺公望、松方正義、大隈重信、桂太郎、寺内正毅、原敬、加藤高明、浜口雄幸、犬養毅、井上馨、平沼騏一郎、牧野伸顕、福沢諭吉、中村福助、三浦環、小唄勝太郎、大倉喜八郎、安田善次郎、福沢桃介

### 親交のあった人・知り合い・教師・後輩
- 村井弦斎、長岡半太郎、田中館愛橘、鈴木万次郎、芳賀栄次郎、青山胤通、北里柴三郎、浜田玄達、三宅秀、エルヴィン・フォン・ベルツ、ユリウス・スクリバ、ルイ・パスツール ロベルト・コッホ、パウル・エールリヒ、ジャン＝マルタン・シャルコー、カール・ゲルハルト、フェリックス・マルシャン、ルドルフ・ルートヴィヒ・カール・ウィルヒョー、ルートヴィヒ・キュルツ、ウィルヘルム・エルブ、竹下勇中将、吉岡弥生、橋本綱常、藤浪鑑、石黒忠悳、長谷川泰、高木兼寛、後藤新平、福田得志、島薗順次郎、高橋忠雄、吉利和、緒方知三郎、勝沼精蔵、村地長考、植松七九郎、西野忠次郎、武谷広、加藤豊治郎、塩谷不二雄、福島東作、井村英二郎
- 黒田清輝、鏑木清方、画家で黒田にはパリで会った。両者とも三浦の肖像画を描いている。
- 森鷗外、脚気病審査会で会ったと思われるが、日本の脚気史によると三浦は出席していないので、それほど接点はない。
- 森鷗外の小説『魔睡』で(鷗外の)夫人に催眠術を掛けた猟奇事件の医師のモデルとして当時より知られている。(松原純一「鷗外現代小説の一側面」『明治大正文学研究』22号、1957) 。『鷗外近代小説集』第一巻「解題、魔睡 p.386」(岩波書店刊)
- 高安右人、同級生。
- 野口英世、米国で会った。叙勲の申請をした。
- 吉田茂、パリ講和会議以来の知り合いで、戦後、旧東京同愛記念病院の再建に尽力した[9]。
- 木下杢太郎（両者フランス語ができるので、日仏医学会で交流多し。謹之助は彼が文学者とは知らないとある。）[10]
- 奥澤敬太郎　気楽流　天神真楊流　柔術師範として指導　修心館
- 嘉納治五郎　湯島天神下明町　修心館にて柔術を共に学ぶ

## 三浦謹之助と天皇家
- 明治天皇は1912年（明治45年）7月1日東京帝国大学の卒業式に出席したが、気分は優れなかった。侍医では対応しきれなくなり、7月20日、東京大学の青山胤通と三浦謹之助が診察した。聴診はある将軍から拒否されたが、「尿毒症」の診断で、酸素吸入、28日にはカンフル、食塩水の注射などが始まった。これは皇后と皇太子の許可による。看護婦は勲五等以上でないと宮中に入れず、看護の経験のない女官が介護した。7月30日、天皇は崩御した[11]。
- 1920年（大正9年）3月26日、三浦は大正天皇の診断書を提出した。「ご幼小時の脳膜炎のため、故障ある脳に影響し、心身の緊張を要する儀式の場合、身体の傾斜をきたし、平衡が保てない」。翌年、皇太子裕仁親王（昭和天皇）は摂政となった[12]。大正天皇の病気の末期、葉山の用邸に泊りこんで治療にあたった[13]。
- 東宮御用掛時代の1921年（大正10年）、皇太子裕仁親王の欧州訪問に侍医として随行している[14]。皇太子に君主としての仕事はストレスが多いので趣味を勧めた。歴史をやると政治的になるので、生物学を勧めたという[15]。
- 1950年（昭和25年）10月12日、死去にあたり天皇、皇后、皇太后から盛菓子料、切り花を賜る。翌13日には祭粢料を賜る[16]。

## 三浦の性格など
- 明治天皇を診察した東京大学内科青山教授と三浦教授について次の評がある。三浦は瀟洒温籍苑として貴公子の風あり。三浦は談論の人にあらざるも、ひとたび口を開けば諄々として説き要領を徹底せしめんばやまず。青山は豪放にして圭角多きも、三浦は謹厚和易にして春風の如し。前者は無愛千満なるも、後者は極めて慇懃の禮を以てす。三浦ははりねずみの如く襲い来る新聞記者を一々引見し具に語ったが、青山は面会を謝絶した[17]。部下への指導においては、文献調査から実験、論文作成に至るまで、実際的で、懇切丁寧であった。留学の世話から、就職も世話した。病院の管理運営にも秀でていた。

## 略年譜
年譜は林栄子による。
- 1864年 3月21日　陸奥国伊達郡高成田村に生まれる。
- 1865年 父道生、内科、眼科の西洋医となる。翌年農業や養蚕も兼業、寺子屋も開く。
- 1869年 寺子屋で学ぶ。
- 1871年 高成田小学校に入学。
- 1877年 上京。訓蒙学舎に入学。
- 1878年 東京帝国大学医学予科に入学。
- 1883年 東京帝国大学本科に入学。
- 1888年 12月卒業。同級生59名のうち一番であった。エルヴィン・フォン・ベルツの助手になる。「エフェドリンの散瞳作用についての研究」を発表。
- 1889年 2月。有栖川宮威仁親王に随い、米国よりヨーロッパ歴訪。
- 1890年 2月より自費留学。ドイツ各地を歴訪。
- 1891年 マールブルグ大学、ハイデルベルク大学で学ぶ。
- 1892年 1月パリに移り、ジャン＝マルタン・シャルコーに師事。神経学専攻。11月帰朝。東京帝大内科講師。
- 1893年 男子尿中膣トリコモナス発見。日本で初めてドイツ医学週報に報告。
- 1894年 東京帝国大学助教授。東北地方に流行する首さがり病の研究。
- 1895年 東京帝国大学医科大学教授。
- 1896年 那々条虫の発見。11月医学博士号を受ける。
- 1897年-1900年 研究論文を多数発表。
- 1902年 呉秀三と日本神経学会創設。「神経学雑誌」発行。
- 1906年 勅命により帝国学士院会員を仰せつけらる。
- 1909年 ロベルト・コッホ来日の際、歓迎の辞を述べる。
- 1912年 明治天皇御不例の際、宮内省御用掛を仰せつけらる。
- 1918年 2月東京大学医学部付属病院長に就任。
- 1919年 1月パリ講和会議全権西園寺公望に随行し渡欧。8月帰朝。
- 1920年 サントニン海人草の経口投与により腸液への排出をみて、回虫駆除作用を証明。9月勲一等。
- 1921年 2月付属病院長を辞し、皇太子裕仁親王の欧州訪問に随行し渡欧。（3－9月）
- 1923年 2月ロックフェラー財団に招かれ、米国に医学視察。5月帰着。9月関東大震災に遭遇。家族は無事であったが、家、家財、書籍を失った。
- 1924年 4月定年により教授を辞す。同愛記念財団理事となる。東京大学名誉教授。
- 1925年 4月、同愛記念病院院長を委嘱さる。11月日本内科学会理事長に選出。
- 1926年 大正天皇不例の際、診察。
- 1929年 東京同愛記念病院落成。院長に就任。
- 1945年 4月、同病院は日本医療団中央病院となる。名誉院長。10月病院は米軍に接収さる。謹之助の自宅も接収さる。日本医療臨時中央病院の名誉院長。
- 1948年 8月、仮性尿毒症になるも回復。
- 1949年 11月、文化勲章を受ける。
- 1950年 10月11日、往診途中倒れ、七時間後、三楽病院にて亡くなった[19]。解剖によると、脳橋出血であった。従二位に叙せらる。谷中墓地に埋葬。

## 栄典
- 1910年（明治43年）6月24日 - 勲三等瑞宝章[20]
- 1915年（大正4年）
  - 1月11日 - 正四位[21]
  - 11月10日 - 大礼記念章[22]
- 1920年（大正9年）9月7日 - 勲一等瑞宝章[23]
- 1924年（大正13年）4月15日 - 正三位[24]

外国勲章佩用允許
- 1896年（明治29年）10月23日 - カンボジア王国シュワリエードロルドルロワヤルジュカンポジュ勲章[25]

## 業績

### 東京大学在学中
- 1885年 「塩酸エフェドリンの散瞳作用」 1887年ドイツ語で発表、1888年邦文で発表。「共著者：高橋順太郎薬物学教授」

### 留学中
- ベルリン大学にて 1890年 「鉛中毒患者の皮膚にて鉛を証明することの意義」
- 「健康人の栄養においてアルコールがタンパク質の節約に役立つか」
- 「胃癌術後の多発性神経炎の一例」
- マールブルグ大学において 「脊髄のブリオーム（グリオーム？）と空洞症」
- フランスにて 「上肢のヒステリー性単麻痺の3例」 フランス語

### 帰国後
- 1894年 「首下がり病の調査研究」
- 1898年から1900年にかけて 「視床腫瘍2例」「レプラ患者の手と足における骨の変化について」「マリー氏の遺伝性小脳失調について」「筋委縮性側索硬化症についての補遺」
- 1896年 「富士山頂の脚気」　富士山頂で脚気に罹った気象観測者・野中至とその妻についての論文[27]。
- 1897年 「熱水浴療論」　東京医事新誌 「皮膚の水腫を吹玉形のサイフォンで治す法」

### 寄生虫学
- 1893年 「男子尿中にトリコモナス発見」　Berliner klin Wochenshrift No.39
- 1896年 「日本の那々条虫の発見」　医科大学紀要第2冊
- 1900年 「腹腔腫瘍の時穿刺液内のアメーバ所見」医科大学誌
- 1903年 「大便中における受精回虫卵および不受精回虫について」中外医事新報 547号
- 1920年 「サントニンの経口投与による作用機序の解明」
- 1924年 「回虫に関する古書について」呉教授教授在職25周年記念の出版物。
- 1925年 「リウマチについて」児科雑誌
- 1929年 「脳の血管分布と各中枢との関係」
- 1930年 「テンカンについて」児科雑誌
- 1941年 「痲黄から作られる覚せい剤 ヒロポンについて」実験医報

### 人類学ないし民俗学の方面
- 1899年 「柔道について」ドイツ東亜学術協会の報告集。
- 1902年 「日本人の人相学について」　同
- 1905年 「力士の変形した耳の組織学」ラエンネック肝硬変の元力士の研究　同
- 1906年 「日本の夢占いについて」同

## 著書
- 『三浦内科学纂録』（近世医学叢書第56編） 1912年
- 『回顧 日本医学史談』　1944年
- 『薬剤の使い方』1948年
- 監修『三浦神経学巻1, 2』（1928-1929年）
- 『三浦診断学』全5編　（1931-1941年）

## 伝記
- 三浦紀彦編『一医学者の生活をめぐる回想 名誉教授三浦謹之助の生涯』1955年。
- 『三浦謹之助先生』1964年。

## 文献
- 林栄子『近代医学の先駆者 三浦謹之助 -明治天皇・大正天皇のお医者さん』 2011年、叢文社。ISBN 978-4-7947-0673-7
- 泉孝英『日本近現代医学人名事典』2012年、医学書院。ISBN 978-4-260-00589-0